# Art grecobudista
Art grecobudista és la manifestació artística del grecobudisme, una forma de sincretisme cultural entre la Grècia clàssica i el budisme. L'art grecobudista es caracteritza pel seu fort idealisme realista; fa una descripció sensual de l'art hel·lenístic. Alhora, part de la seva importància rau en el fet que és amb l'art grecobudista que trobem les primeres representacions antropomorfes de Buda. De fet, és aquesta escola la que defineix el cànon artístic budista al continent asiàtic, vigent encara avui dia, especialment referit al camp escultòric. Alhora, l'art grecobudista és un dels grans exemples del sincretisme cultural entre tradicions asiàtiques i occidentals.

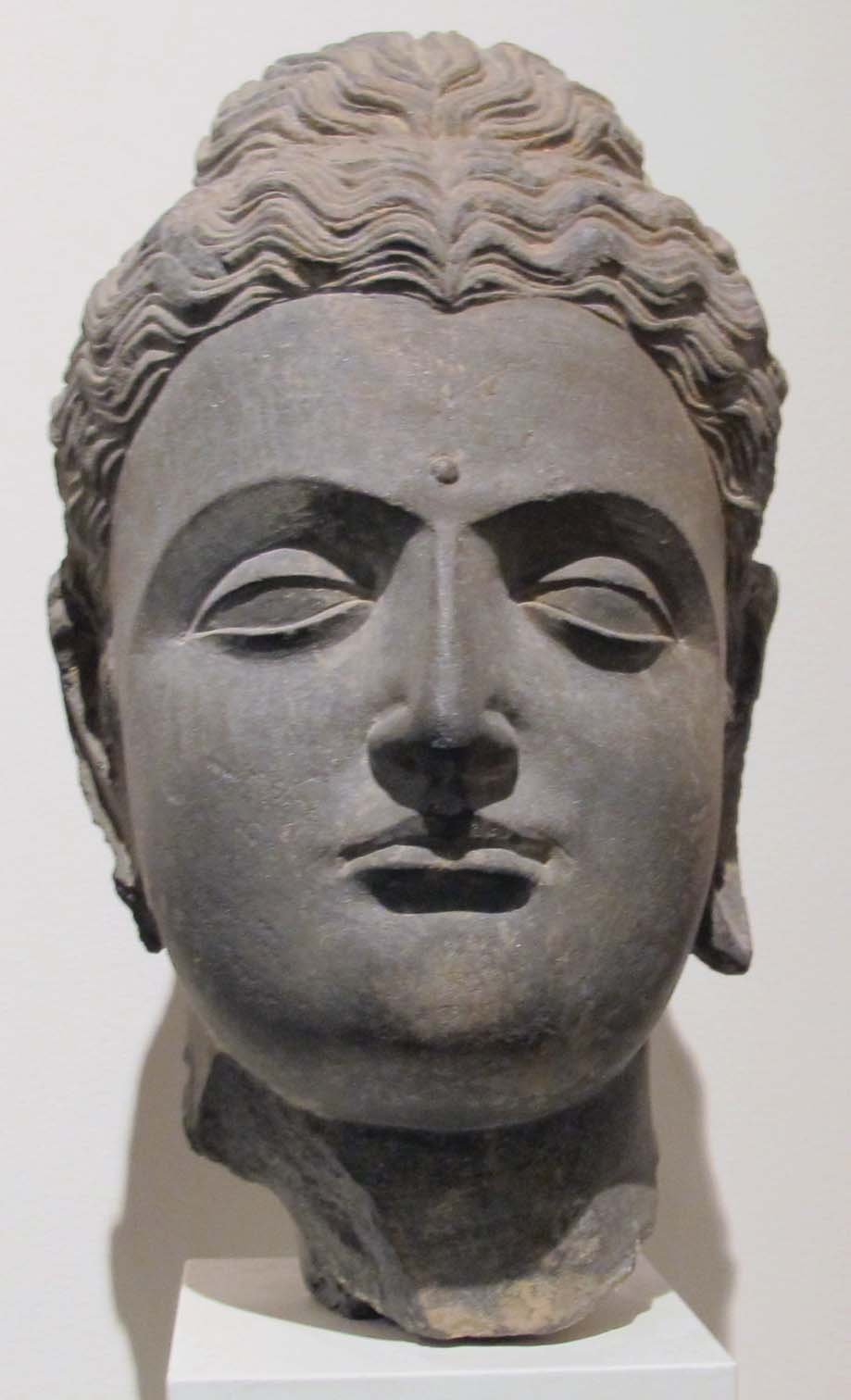
Cap de Buda, procedent del Gandhara, esquist, s. I-II dC (Museu del Louvre, París).

La Bactriana, la Sogdiana i la Fergana havien estat les tres províncies gregues més orientals, fundades arrel de les conquestes d'Alexandre el Gran (c. 330 aC). Els descendents dels grecs que habitaven aquestes zones crearen diversos regnes, com el regne grec de la Bactriana (250–130 aC). És justament en aquest regne on trobem els orígens de l'art greco-budista. Regne ubicat en la regió de l'actual Afganistan, aquesta regió far de la cultura hel·lenística a l'Àsia va irradiar al subcontinent indi amb l'establiment del regne Indogrec (180 –10 aC). Sota els indogrecs i després els kushans, la interacció de la cultura grega i budista va florir a la zona de Gandhara, al nord de l'actual Pakistan, abans d'estendre’s cap a l'Índia, influint en l'art de Mathura, i després l'art hindú de l'imperi Gupta que, al seu torn, esdevingueren far cultural del sud-est asiàtic. La influència de l'art grecobudista es va estendre també cap al nord cap a Àsia central, afectant fortament l'art de la conca del Tarim, i en última instància, les arts de la Xina, Corea i el Japó.

## Art hel·lenístic al sud d'Àsia

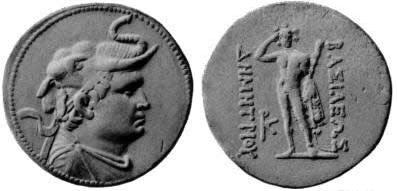
Moneda de plata amb l'efígie del rei grecobactrià Demetri I (200–180 aC) portant un cap d'elefant com a tocat, símbol de la seva conquesta d'Índia. Revers: Hèracles subjectant una pell de lleó i una maça recolzada sobre el seu braç. Als seus laterals podem llegir una inscripció: ΒΑΣΙΛΕΩΣ ΔΗΜΗΤΡΙΟΥ – BASILÉŌS DĒMĒTRÍOU "del rei Demetri I".

Aquesta forma d'art híbrid, sincrètic, entre el món budista i les arrels clàssiques apareix a partir dels darrers sobirans indogrecs. Aquests eren, de fet, descendents dels companys de conquesta d'Alexandre el Gran que entraren en contacte amb els indis, majoritàriament de religió budista en aquell moment. En particular podem mencionar Demetri I (200-180 aC) i Menandre I (160-135 aC), anomenat Milinda en sàncrit com dos dels principals promotors. Aquestes dinasties s'autoreivindicaven com els hereus culturals d'Alexandre a la regió i de l'Imperi Selèucida (250 aC) abans del seu desmembrament.

Un dels exemples més clars d'art hel·lenístic es troben a les monedes dels reis grecobactians d l'època, com ara Demetri I de Bactriana. De fet, s'han descobert nombroses monedes de reis grecobactrians. Entre aquestes descobertes hi podem incloure les monedes de plata i d'or més grans que mai han estat encunyades al món hel·lenístic, situant-les entre les millors gràcies a la seva qualitat artística i sofisticació tècnica. Aquestes destaquen pel notable grau d'individualitat en les efígies dels governants, mai igualat a les monedes vistes als regnes occidentals.

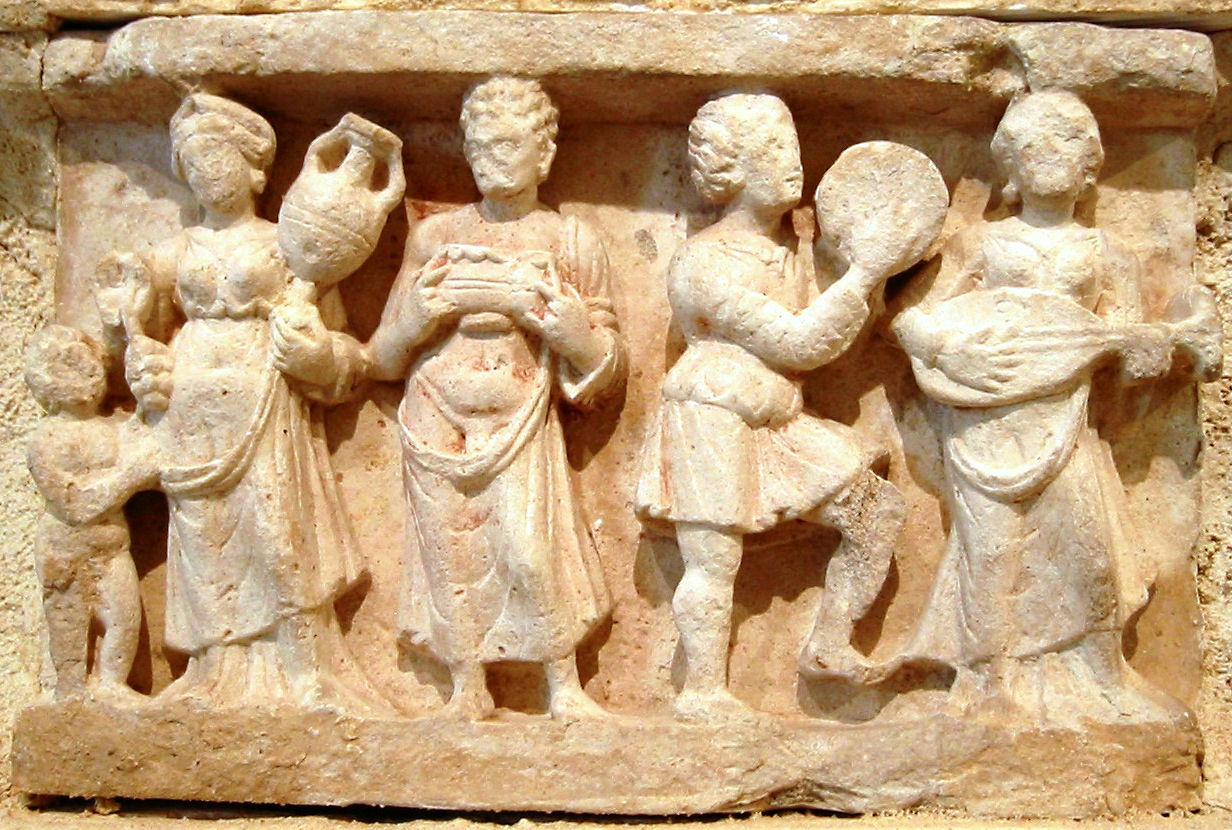
Personatges bebent vi i tocant instruments musicals, relleu de pedra, s. I-II dC (detall de l'stupa de Chakhil-i-Ghoundi, Hadda).

Aquests regnes hel·lenístics fundaven ciutats seguint el model grec, com ara la ciutat d'Alexandria d'Oxiana (també coneguda com Ai-Khanoum) a Bactriana, on es mostren únicament trets arquitectònics purament hel·lenístics, escultura hel·lenística, així com restes de papirs aristotèlics i monedes.
Els elements grecs havien penetrat a l'Índia ja amb anterioritat. De fet, l'empremta grega és present ja en un segle iii aC en la capital, Pataliputra (actual Patna), si bé la seva influència esdevè especialment forta, sobretot a la zona nord-occidental d'Índia, a partir de la invasió dels grecs a la Bactriana el 180 aC. En aquell moment s'establí en regne Indogrec a l'Índia. Les ciutats gregues fortificades com ara Sirkap a la zona nord de Pakistan, són fundades en aquest període. Veiem florir estils arquitectònics amb motius decoratius hel·lenístics, com ara les garlandes de fruites. Les paletes de pedra, usades per a dipositar olis d'ús cosmètic, estan decorades amb motius purament grecs, com ara una nereida muntant al monstre marí Ketos.
El complex arqueològic de Hadda, a l'actual Afganistan, s'hi han trobat representacions de divinitats hel·lenístiques com ara Atles. Les representacions de les divinitats associades amb el vent es pensa que tenen repercussions en les representacions dels seus homòlegs japonesos. També trobem escenes dionisíaques on es representen persones segons l'estil clàssic, bebent vi amb àmfores i tocant instruments musicals.

## Creacions primerenques al Gandhara
Veure article principal: Paleta de pedra

### Les paletes de pedra
Entre el segle ii aC i s. I dC, els grecs en territoris asiàtics es caracteritzen pel seu ús de les paletes de pedra. Almenys, ens han arribat una gran quantitat de materials arqueològics relacionats amb aquestes. Aquests objectes s'han trobat habitualment en les zones d'influència de la Bactriana i Gandhara, i solen ésser suport d'escenes de mitologia grega. Les paletes de pedra més antigues han estat atribuïdes a l'imperi Indogrec, entre els segles II - I aC, havent-se conservat algunes mostres en l'estrat número 5 de la ciutat de Sirkap. La seva producció es perllongà fins temps del Regne Indo-Part, però les paletes pràcticament desapareixen a partir del s. I dC.
| Les primeres paletes de pedra |
| - Nereida muntant una bèstia marina, Ketos, s. II aC, procedent de Sirkap (Musée Guimet, París). - Apol·lo i Dafne convertint-se en llaurer, esquist, s. I aC (The Metropolitan Museum of Art, Nova York). - Parella amb una serp marina, esquist (The Metropolitan Museum of Art, Nova York). - Escena mitològica amb Atena i Hèracles, esquist. - Posidó flanquejat per dos assistents, esquist (The Ancient Orient Museum, 古代オリエント博物館, Tòquio). - Bany d'Afrodita, esquist, s. II -I aC (The Ancient Orient Museum, 古代オリエント博物館, Tòquio). - Figura masculina subjectant una copa dalt d'un monstre marí, esquist, s. I dC (Museu Britànic, Londres). - Figura femenina agafant dues cues d'animal marí, esquist (Museu Nacional de Tòquio). - Dos animals enfrontants, esquist (The British Museum, Londres). |

## Interaccions
Tan bon punt els grecs van envair la regió nord-occidental del sud d'Àsia i es formà el Regne Indogrec, una fusió d'elements budistes i hel·lenístics començaren a aparèixer, gràcies a la tolerància dels colonitzadors grecs vers el budisme. Aquesta tendència artística fou desenvolupada durant diversos segles, florint amb l'imperi Kushan a partir del s. I dC.

### Contribucions primerenques
Pel que fa les contribucions primerenques dels artistes actius a la zona de Gandhara a l'art budista, val a dir que el seu paper no és gens trivial. Alguns investigadors els atribueixen algun tipus de connexió amb els tallers de Sanchi i Bharhut entre els segles II-I aC. La seva estructura com a entitat total, així com diversos elements en particular apunten cap a influències hel·lenístiques, així com d'altres influxs estrangers. Per exemple, les campanes estriades, els capitells d'ordre persa, així com l'ús abundant de motius hel·lenístics com les palmetes flamígeres o els motius en forma de xuclamel.

#### Sanchi
Al voltant del 115 aC tenim documentada una ambaixada d'Heliodor del rei Antialcides Nicèfor a la cort del rei shunga Bhagabhadra a la ciutat de Vidisha. En commemoració, Heliodor feu erigir una columna a la capital sunga, conegut com el pilar d'Heliodor, dedicat a Vāsudeva. Aquest fet resulta indicatiu d'unes millors relacions entre els indogrecs i els shunga; hi havia persones que viatjaven entre els dos regnes i que eren seguidors de religions d'origen índic.
Al voltant del mateix període, c.115 aC, tenim constància que s'estaven fent decoracions arquitectòniques i relleus al complex de Sanchi, a tan sols a 6 km de Vidisha. Aquest projecte hi estaven involucrats artesans procedents de la zona de Gandhara, al centre de la regió indogrega. Tradicionalment els medallons més antics són els de l'stupa núm. 2 de Sanchi, datats al voltant del 115 aC, mentre que els relleus dels pilars se solen considerar lleugerament posteriors, al voltant del 80 aC. Aquests primers relleus decoratius eren aparentment obra d'artesans del nord-oest, al voltant de la zona de Gandhara, ja que deixaren marques de picapedrer en llengua kharosthi, diferent de la local, escriptura Brahmi. Aquest detall sembla que ens porta a pensar que aquests treballadors estrangers foren els responsables d'alguns motius decoratius i figures primerenques que es poden trobar a les baranes de l'stupa.

| Els primers relleus de Sanchi, Stupa núm. 2 (circa 115 aC) | |
| Sanchi, Stupa Núm. 2 Les marques de picapedrer en llengua kharosthi ens assenyalen la presència d'artesans procedents del nord-oest, la regió de Gandhara, quan s'estaven fent els primers relleus a Sanchi, c.115 aC. | - Estranger muntant a cavall, pedra sorrenca, 115 aC. - Lakshmi amb una flor de lotus flanquejada per dos infants servents. Iconografia probablement derivada de la d'Afrodita. - Griu. - Una dona a cavall d'un centaure. - Flor de lotus amb motius perlejat i rodets, típicament hel·lenístics. - Vas amb flors. |

#### Bharhut

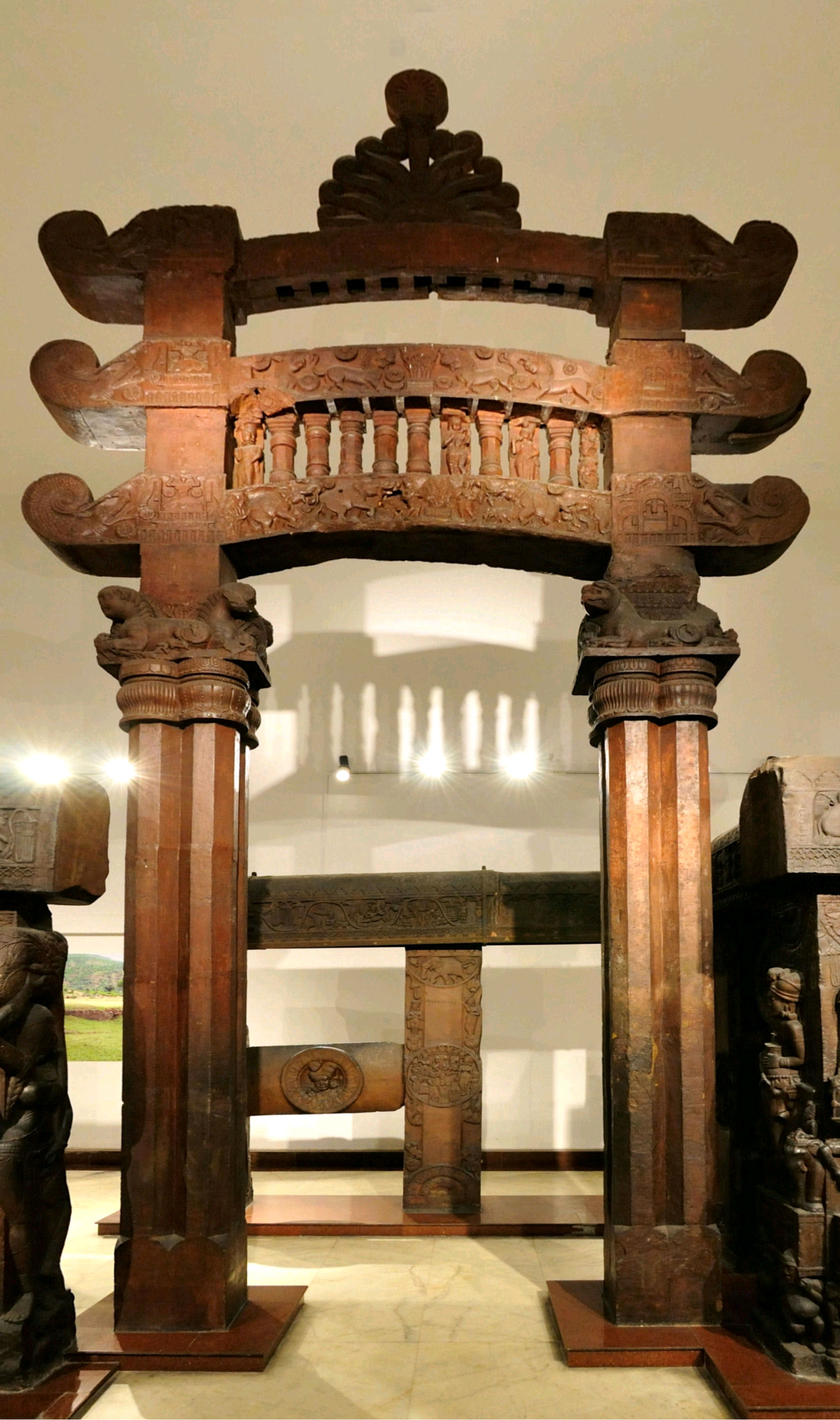
Toranes de Bharhut (150-100 aC).

Els artesans de la zona de Gandhara, regió central del regne Indogrec són coneguts per haver estat involucrats en el procés de construcció de les torana (portes d'entrada al stupa) a Bharhut, datades al voltant de100-75 aC: aquest fet, de nou, el podem documentar perquè els picapedrers deixaren marques en llengua kharosthi en diversos elements trobats a les restes arqueològiques de Bharhut, indicant, com hem vist també a Sanchi, la presència d'almenys alguns constructors procedents del nord, en concret de Gandhara, on el kharoshti estava en ús.

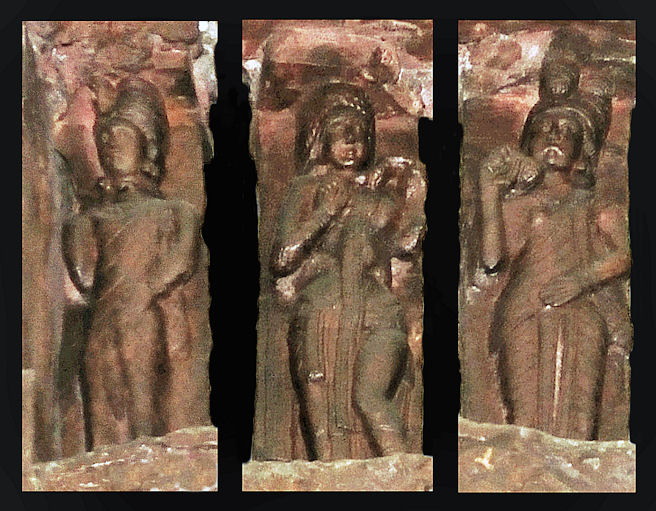
Estàtues als arquitraus de la torana, figures associades amb les marques en kharosthi. 100-75 sC.

Alexander Cunningham va explicar que les lletres en kharosthi foren trobades a les balustrades, als arquitraus de les portes, però cap a les baranes on totes les marques són índies. Així doncs, podem pensar que les torana, artísticament més refinades, haurien estat obra d'artesans forans, mentre que les baranes les haurien treballat mà d'obra local. Les torana de Bharhut han estat datades entre 100-75 aC, si bé alguns experts assenyalen el 75 aC com a data més aproximada bastant-se en anàlisi artístic.
La seva estructura, així com diversos elements en decoratius apunten cap a influències hel·lenístiques, però també vers motius estrangers. Per exemple, les campanes estriades, els capitells d'ordre persa, així com l'ús abundant de motius hel·lenístics com les palmetes flamígeres o els motius en forma de xuclamel.

## Trets de l'art Grecobudista
Amb el temps, l'art grcobudista comença a il·lustrar els esdeveniments més importants de la vida de Buda de manera menys abstracte, molt visual. Això, molt possiblement es feu a partir de models reals i conceptes del quotidià d'aquell moment i, per tant, a l'abast dels artesans del període.

D'aquest manera ens trobem figures de bodhisattves representats amb el tors descobert i ornamentats amb joieria índia, en definitiva, representats com els prínceps del moment. De la mateixa manera, Buda és representat portant una espècie de túnica o toga similar a l'himation que portaven els reis grecs contemporanis.

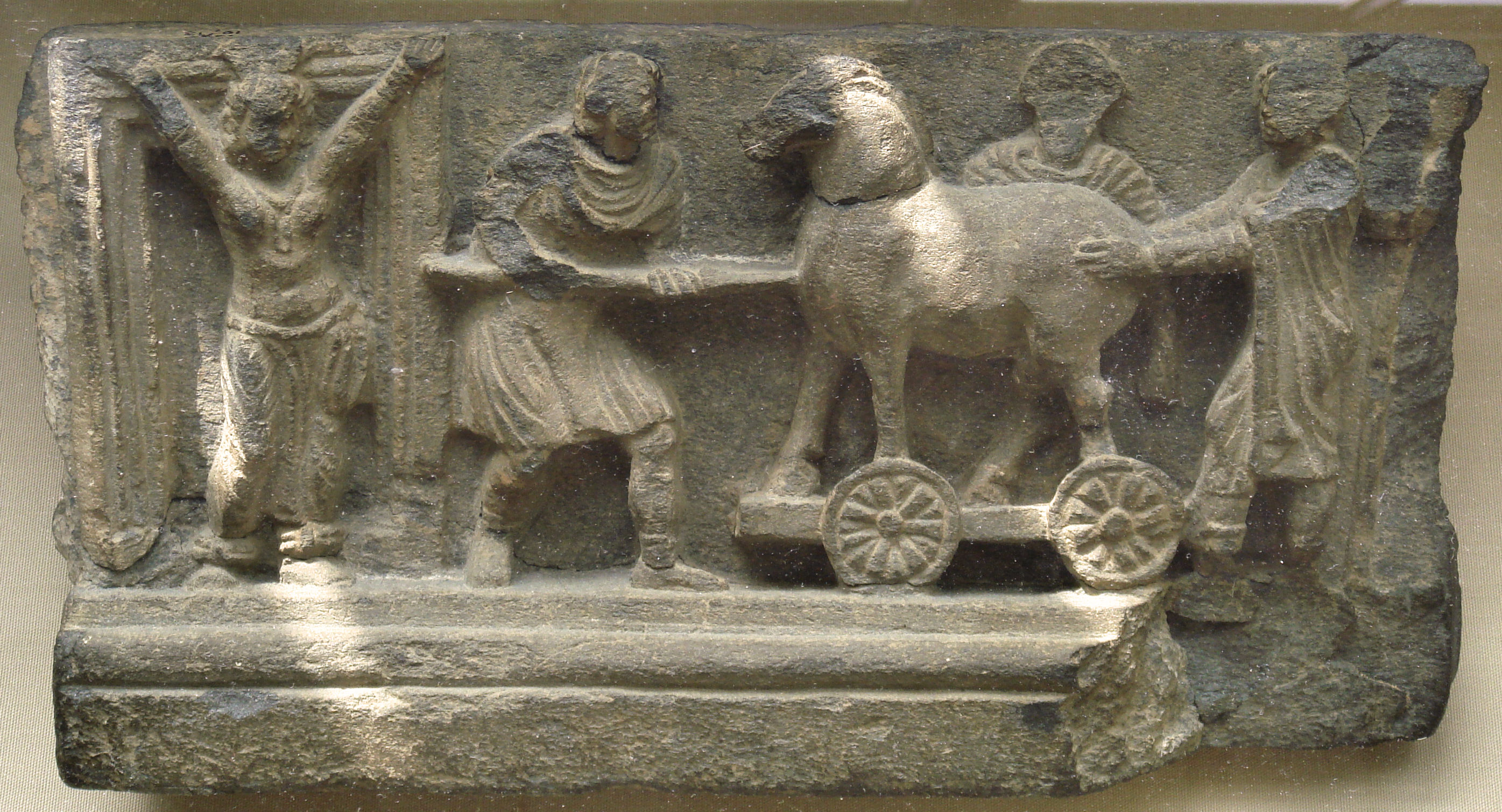
La història del cavall de Troia apareix en l'art del Gandhara (Museu Britànic, Londres).

Si ens fixem en les representacions arquitectòniques que els relleus de Gandhara ens ofereixen, podem veure com els edificis representats incorporen estils grecs. Els capitells indo-corintis apareixen molt sovint. D'altra banda, pel que fa la temàtica, veiem aparèixer divinitats pròpies del panteó grec com ara Atles, Hèracles que conviuen amb divinitats brahmàniques, com ara Indra. Anant més enllà, ens trobem representades fins i tot històries procedents d'ambdues tradicions indistintament, com ara el cavall de Troia, escenes de la vida de Buda o altres històries relacionades amb el panteó brahmànic.
Pel que fa als materials, podem afirmar que la pedra i l'estuc eren els materials bàsics dels artesans de Gandhara; podem veure la seva gran destresa i domini de la tècnica en les decoracions d'edificacions monàstiques i cultuals. L'estuc els donava una gran plasticitat, possibilitant un alt grau d'expressionisme a les seves escultures. A més a més, l'escultura acabada amb estuc esdevindrà popular allà on viatgi el budisme: des de Gandhara, Índia, Afganistan, l'Àsia central i Xina.
Estilísticament, l'art grecobudista té uns inicis caracteritzats per proporcionar un realisme extrem i sofisticat. Podem pensar, segons Boardman, per exemple, en el tractament del plegat o també en el volum modelat, característic també de les millors obres gregues. No obstant això, les obres aniran perdent aquesta finesa per esdevenir més simbòliques i decoratives amb el pas dels segles.

### Arquitectura

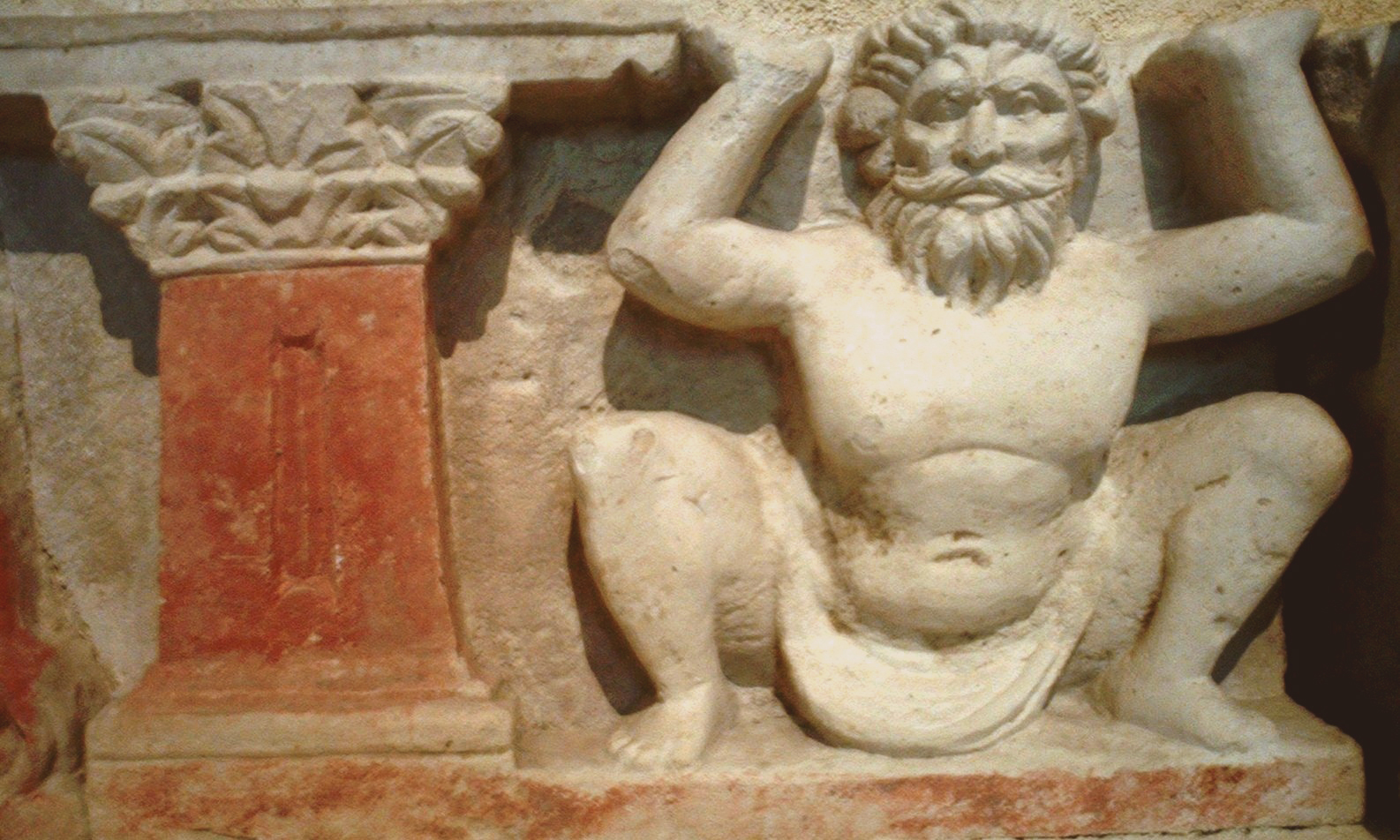
El tità Atles fent de suport en un monument budista a Hadda (Afganistan).

La presència d'stupes a la ciutat grega de Sirkap, construïda per Demetri I al voltant del 180 aC, ja és una mostra indicativa de la importància del sincretisme entre la cultura grega i la fe budista en aquell moment. Alhora, també hi trobem presents elements procedents d'altres tradicions com l'hinduisme i el zoroastrisme.
Al jaciment de Hadda, a l'Afganistan, veiem aparèixer divinitats d'altres panteons en escenes budistes, com és el cas d'Atles, el tità grec que és representat fent de suport en una arquitectura budista, així com diverses columnes decorades amb motius típicament grecs. Aquest motiu veurem que no només és adoptat per la cultura budista, sinó que s'extendrà per bona part del subcontinent indi. En el moment en què el motiu és adoptat, Atles és substituït per un yaksa, ja típicament indi, en mouments de l'imperi Shunga, al s. II aC, per exemple.

### Buda

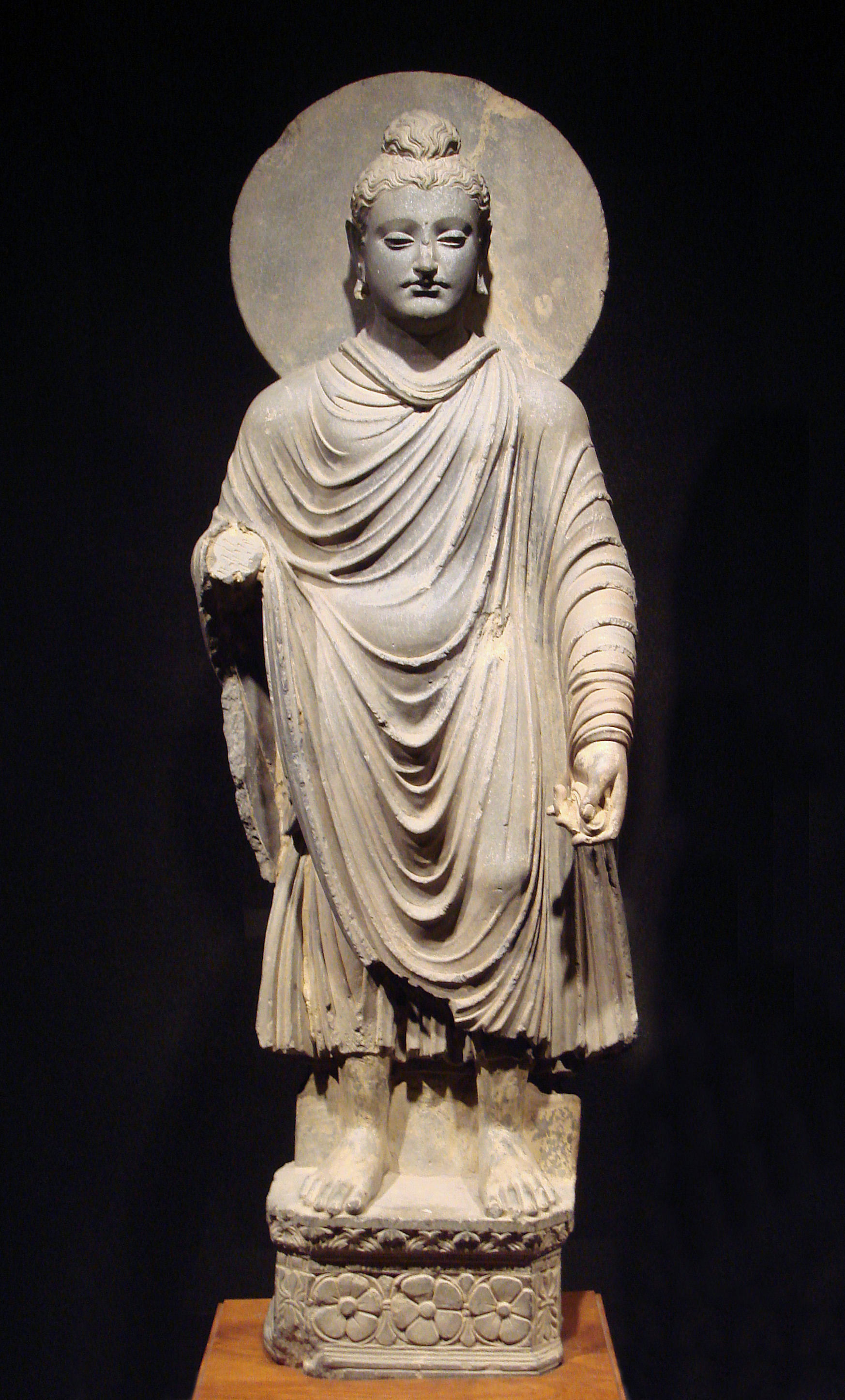
Buddha dempeus, s. I-II dC, Gandhara, Pakistan (Museu Nacional de Tòquio).

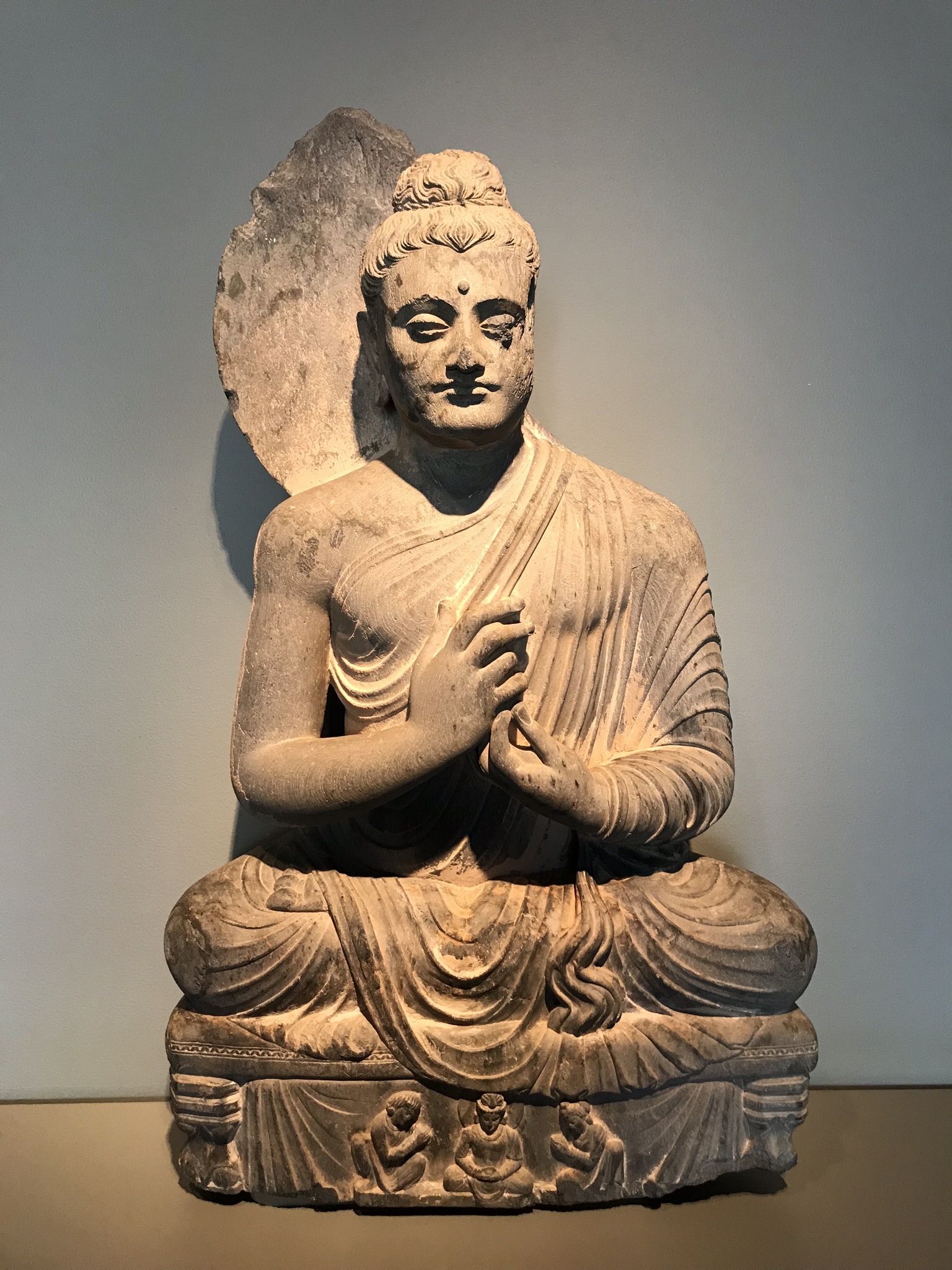
Buda sedent, c.300 -500 dC, trobat prop de Jamal Garhi, Pakistan, actualment al Asian Art Museum de San Francisco.

Entre el s. II aC i el s. I dC veiem com sorgeixen les primeres primeres representacions antropomòrfiques de Buda. Aquestes representacions tenen una absència manifesta del substrat artístic del budisme primerenc on es preferien representacions simbòliques de Buda com ara l'estupa, l'arbre de Bodhi, el tron buit, la roda del dharma o les petjades de Buda, entre d'altres. Val a dir, però, que la imatge antropomorfa de Buda assolí molt aviat un alt nivell de sofisticació, gràcies al substrat artístic i el saber fer hel·lenístic.
Molts dels elements estilístics de les representacions de Buda apunten a la influència grega: l'himatió grec (túnica o toga lleugera, amb un plegat ondulant que cobres ambdues espatlles), nimbe darrera del cap, el contrapposto utilitzat en les figures que es representen dempeus, l'estilització dels cabells arrissats amb un monyo a la part superior del cap, seguint l'estil mediterrani que, aparentment, derivaria de l'Apol·lo Belvedere (330 aC), la gran qualitat de factura dels rostres de les figures, totes amb un fort realisme. Algunes de les escultures de Buda dempeus es van crear fent servir tècniques escultòriques gregues, fet que podem apreciar en parts com les mans i, de vegades, els peus, fetes de marbre per incrementar els efectes realistes, mentre que la resta del cos s'esculpia d'altres materials.
Foucher considerà les figures dempeus de Buda d'estil hel·lenístic com "les més belles i, probablement, també les representacions més antigues de Buda", relacionant-les amb el s. I aC, i atorgant-los-hi el rol d'iniciadores d'aquesta tradició de representació antropomorfa de Buda. Val a dir, però, que hi ha toca una escola de pensament dins l'acadèmia que, des del 1990, ho ha posat en dubte. Susan Huntington seria una bona mostra d'aquesta veu discordant que explora altres representacions antropomorfes de Buda anteriors a l'art grecobudista.

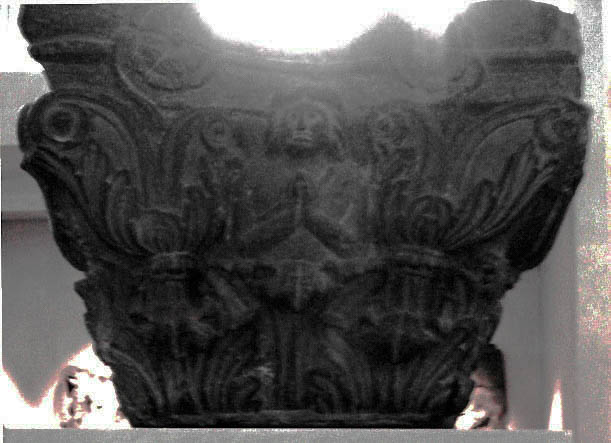
Capitell indo-corinti de l'stupa de Butkara on es trobà una moneda d'Azes II, c. 20 aC o potser anterior (Museu Civico d'Arte Antica, Torí).

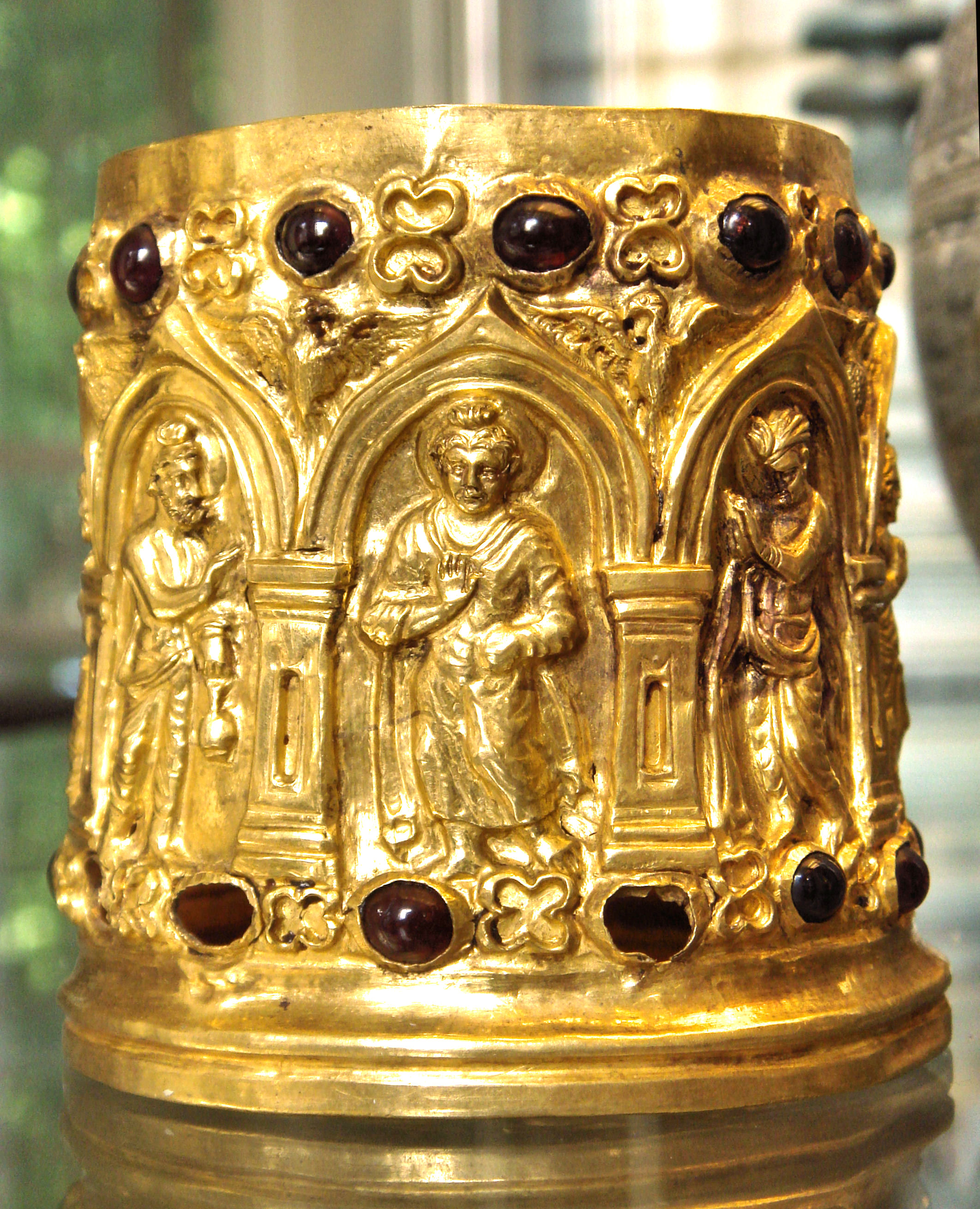
El reliquiari de Bimaran, representant a Buddha, ha estat datat entre el 30 i el 10 aC (Museu Britànic, Londres).

Hi ha cert debat sobre la data exacta per al desenvolupament de la representació antropomòrfica de Buda, i això té un impacte sobre si la innovació va provenir directament dels indogrecs, o va ser un desenvolupament posterior dels indoescites, els indoparts o Kushans sota influència artística hel·lenística. Alhora, la majoria de les imatges de Buda d'aquest període són anepigràfiques, cosa que encara dificulta més poder establir una datació definitiva fiable. La imatge més antiga coneguda de Buda amb indicacions aproximades de la seva datació és el reliquiari de Bimaran, actualment conservat al Museu Britànic de Londres. Aquesta peça ha estat relacionada amb monedes del rei indo-escita Azes II (o possiblement Azes I), donant-nos un marc cronologic aproximat entre el 30 i el 10 aC, si bé aquesta datació tampoc està acceptada per tothom.

Aquesta cronologia, així com l'estil hel·lenístic en general del reliquiari i l'actitud amb què s'ha representat a Buda al reliquiari (vestit amb un himatió, en una posició en contrapposto, estil en general) ens pot portar a pensar en el reliquiari com una obra de factura indogrega, usat pels indo-escites just després del final del govern dels indogrecs a la regió del Gandhara. D'altra banda, l'obra ens mostra una iconografia força sofisticada amb Brahma i Śakra com a assistents, bodhisattves. Aquest fet ens pot portar a pensar en una obra d'un estil madur, suggerint implícitament que les representacions antropomorfes del Buda ja eren molt anteriors a aquell moment, remuntant-se possiblement al domini dels indogrecs (Alfred A. Foucher i altres). 

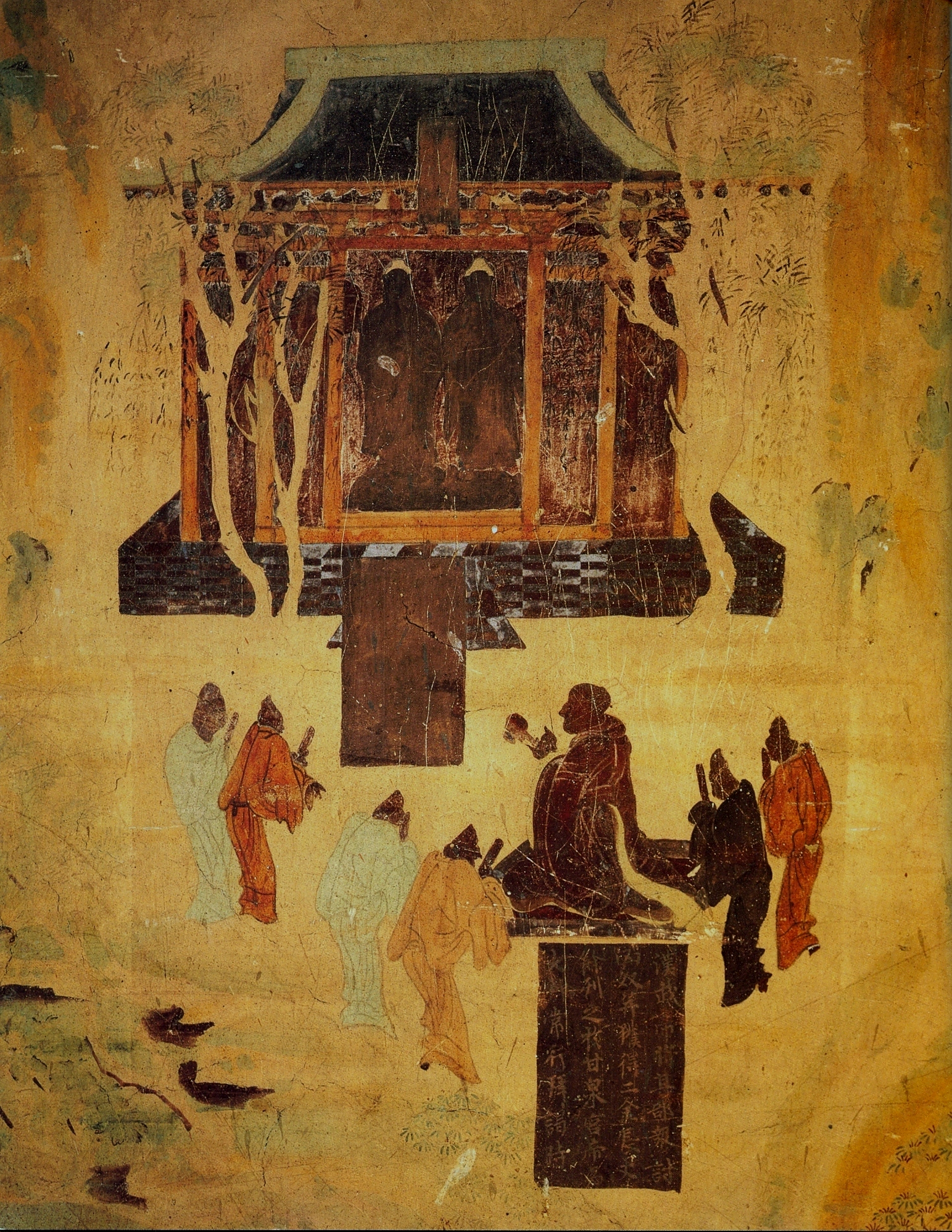
L'emperador Han Wudi (156–87 aC) adorant dues figures de Buda, pintura al fresc, s. VIII dC, Coves de Mogao, Dunhuang.

Les properes troballes grecobudistes si som estrictes amb la seva datació són més aviat tardanes, d'aproximadament el 120 dC. Estem referint-nos al reliquiari de Kanishka (conservat al Museu de Peshawar) i a les monedes budistes de Kanishka I. Aquestes obres indiquen que la representació antropomorfa de Buda ja existia com a mínim a partir del segle I dC.
En un altre context geogràfic, les fonts històriques xineses, així com les pintures murals de les coves de Mogao a Dunhuang, a la conca del Tarim, descriuen amb precisió els viatges de l'explorador i ambaixador Zhang Qian fins a l'Àsia central, tan lluny com la Bactriana vers 130 aC. Les mateixes pintures murals també descriuen com l'emperador Han Wudi (156 –87 aC) venerava estàtues budistes. D'aquest passatge s'explica com "homes d'or portats el 120 aC per un gran general Han en les seves campanyes contra els nòmades". Tot i que no hi ha cap altra menció de que Han Wudi fos un devot de Buda a la literatura històrica xinesa, els murals ens suggereixen que les escultures de Buda ja existien durant el segle ii aC, connectant-les directament amb l'època dels indogrecs.
Més endavant, les cròniques històriques dels segons Han, el Hou Hanshu, descriu la investigació sobre el budisme feta al voltant del 67 dC per l'emperador emperador Ming (58-75 dC). Es diu que ell mateix envià un delegat per parlar amb els Yuezhi a la zona nordoccidental d'Índia. Aquest hauria retornat amb pintures i escultures de Buda, confirmant la seva existència abans del s. I dC:
"L'emperador, per descobrir la veritable doctrina, va enviar un delegat a Tianzhu (天竺, zona nordoccidental d'Índia) per a investigar sobre la doctrina de Buda, a partir de les quals es van fer pintures i escultures [de Buda] al Regne del Centre [Xina]." (Hou Hanshu, trad. John Hill).
Una tradició indo-sínica també explica que Nagasena, també conegut com el professor budista de Menandre I, va fundar el 43 aC a la ciutat de Pataliputra una estàtua del Buda, el Buda de maragdes, que després fou portada cap a Tailàndia.

#### El model artístic

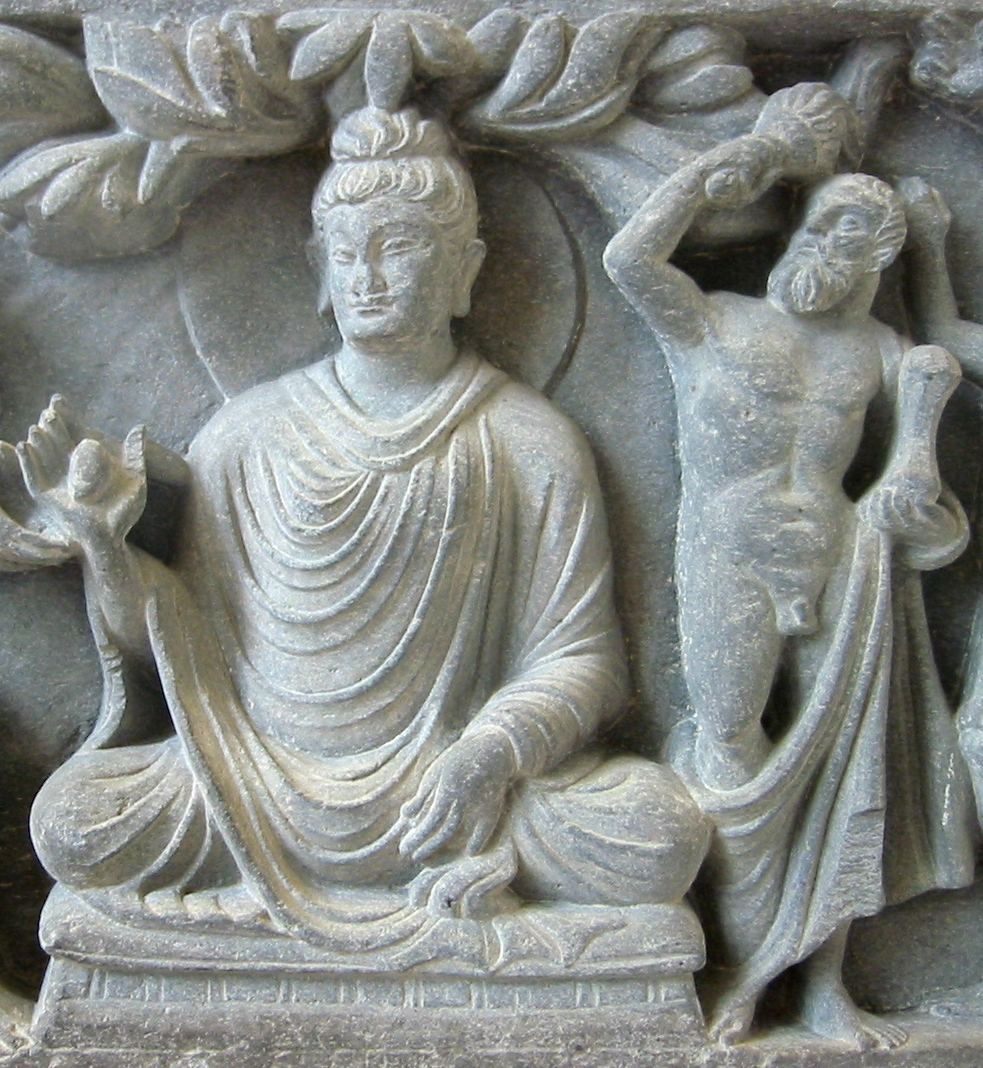
Buda flanquejat per Hèracles, s. II dC, relleu procedent de Gandhara (Museu Britànic).

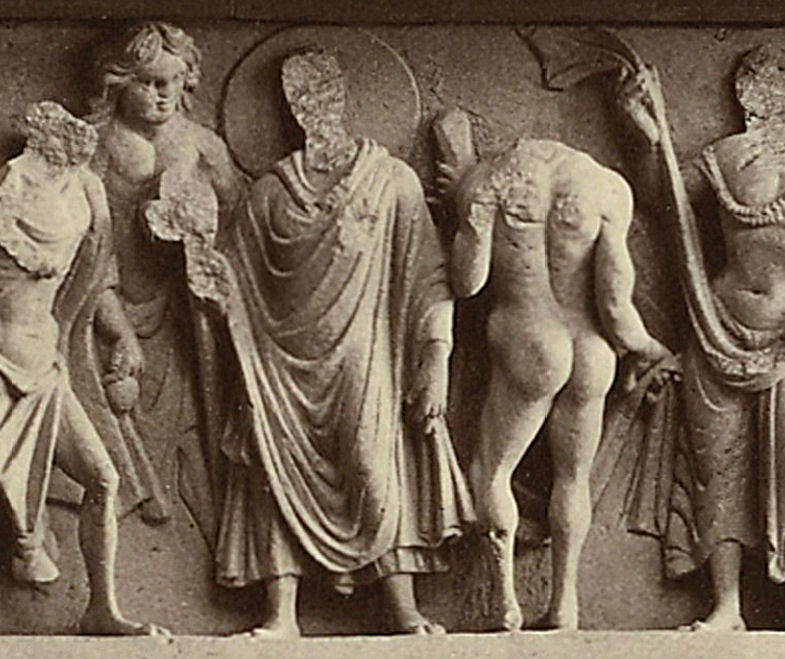
Fris amb un alt relleu de Buda al centre flanquejat per una figura nua del bodhisattva Vajrapani o potser Hèracles, procedent de Jamal Garhi, al nord de Pakistan (British Museum, Londres).

A l'art de Gandhara Buda es mostra sota la protecció de l'heroi grec Hèracles, habitualment representat dempeus amb la seva maça sobre les espatlles (que amb e temps serà substituïda per una vara admantina). Aquesta representació tan poc habitual en la iconografia de l'heroi és la mateixa que trobem en la cara posterior de les monedes de Demetri I i es tracta d'una tipologia exclusivament associada a aquest monarca i el seu fill, Eutidem II, en àmbit de la numismàtica.
També trobem imatges del Buda històric que s'incorporen en estructures arquitectòniques, com ara pilars o frisos. Les escenes de la vida de Buda sovint estan emmarcades per arquitectures gregues i els personatges principals van vestits a la manera grega.

### Divinitats i Bodhisattves

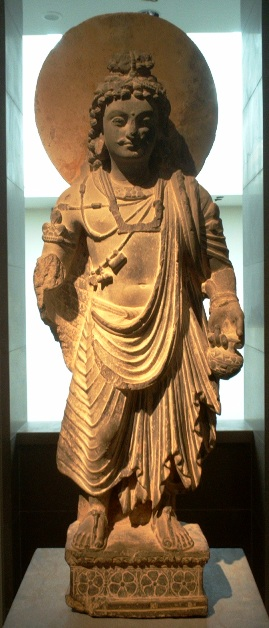
El Bodhisattva Maitreya, s. II dC, Gandhara (Musée Guimet, París).

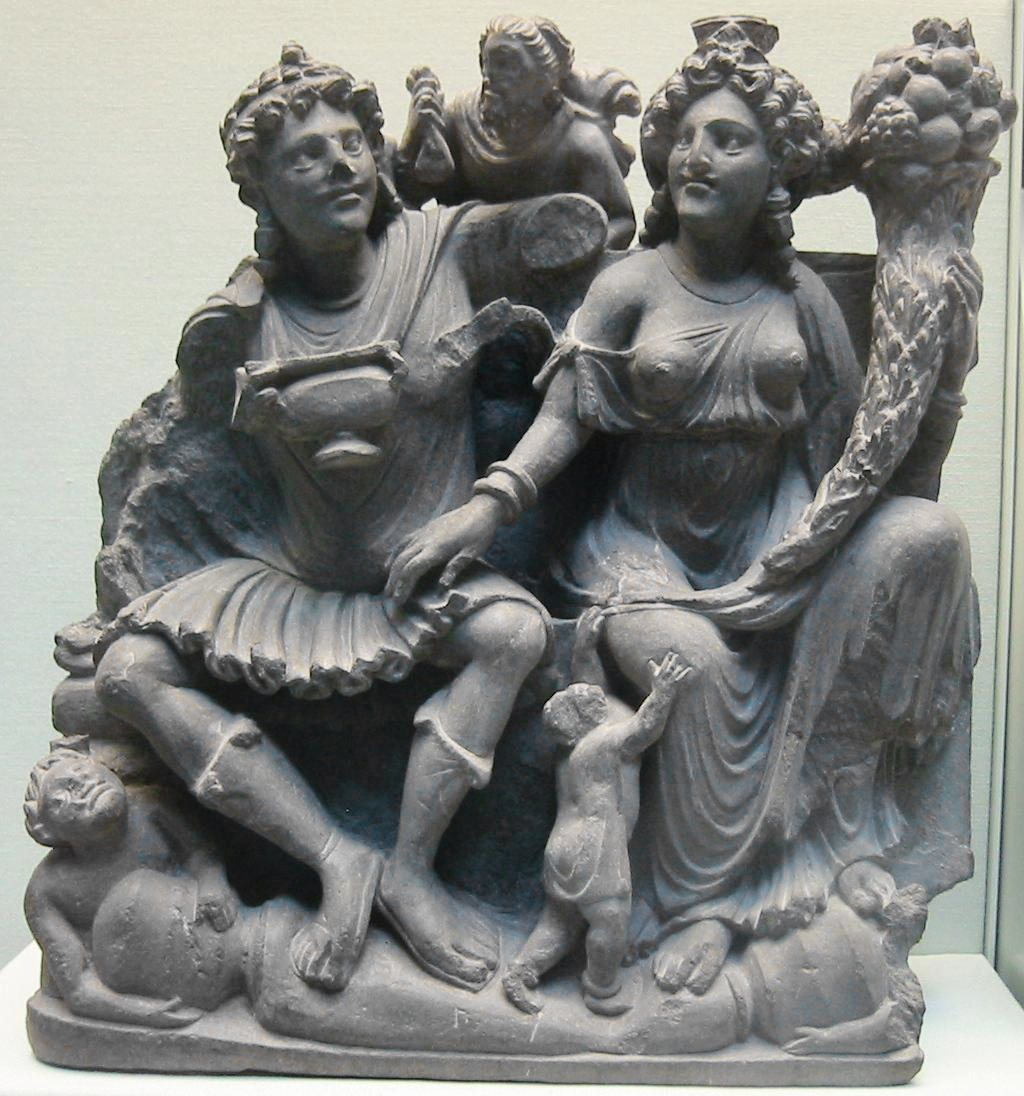
Pancika (dreta) i Hariti (esquerra), déus budistes, s. III dC, procedent de Takht-i Bahi, Gandhara, (British Museum).

Les divinitats del panteó grec també solen incorporar-se en representacions budistes mostrant un sincretisme molt fort. Podem fer menció especial de l'heroi Hèracles, caracteritzat amb la seva maça en les monedes de Demetri, per exemple, caracteritzat com Vajrapani, una de les figures protectores de Buda. Altres divinitats que apareixen de forma força habitual en l'art grecobudista són Atles i Bòreas, la divinitat grega del vent. Solem trobar al déu Atles figurant com a element de suport, emmarcat en estructures arquitectòniques budistes. Bòreas, d'altra banda, evolucionà fins a identificar-se amb Fujin, una les divinitats més antigues del xintoisme japonès, associat, en aquest cas, al vent. La deessa mare Hariti, per exemple, es diu que s'inspira en la nimfa grega Tique.
En l'art Kushan també hi trobem nombroses representacions de bodhisattvas ricament adornades, en un estil greco-budista molt realista. Els bodhisattves, éssers característics del budisme Mahayana, han estat esculpits com si es tractés de prínceps Kushan.

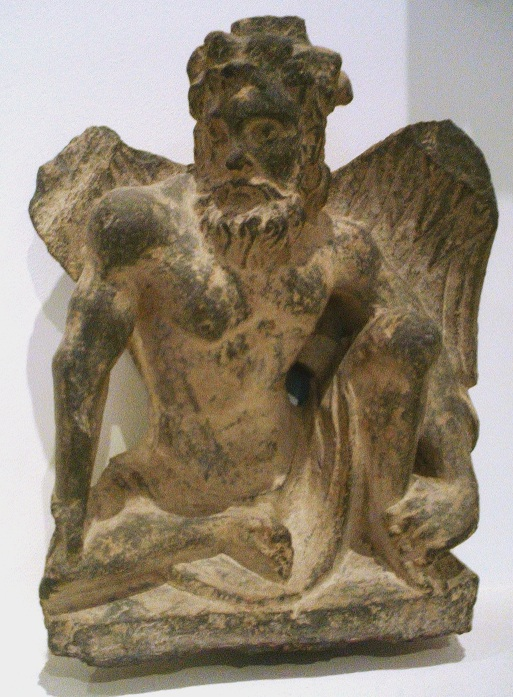
Atlant alat (Musée Guimet, París).
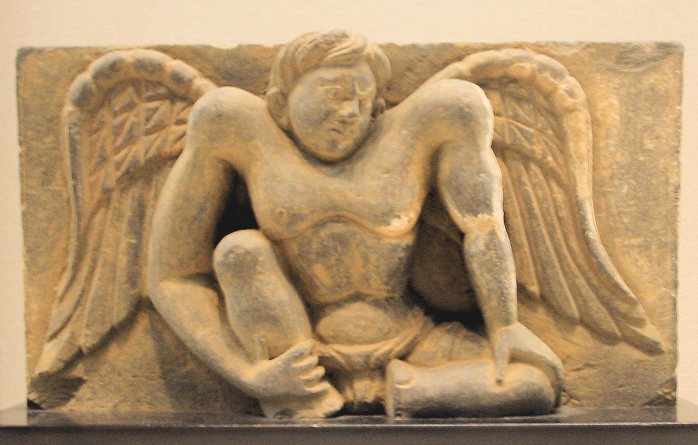
Atlant alat (Museu Nacional de Tòquio).
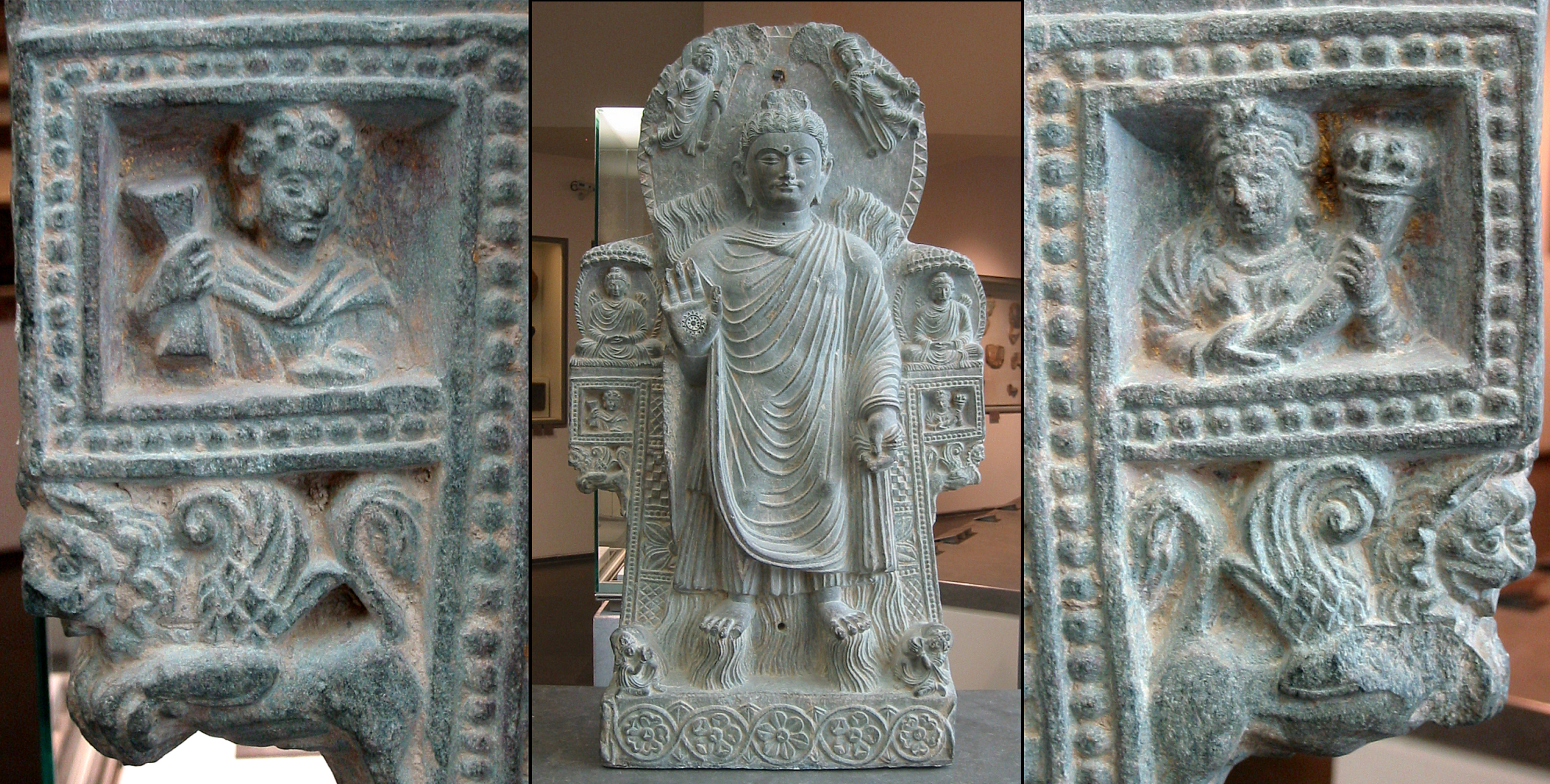
Buda flanquejat per Hèracles i Vajrapani, d'una banda, i Tique i Hariti (Musée Guimet, París)
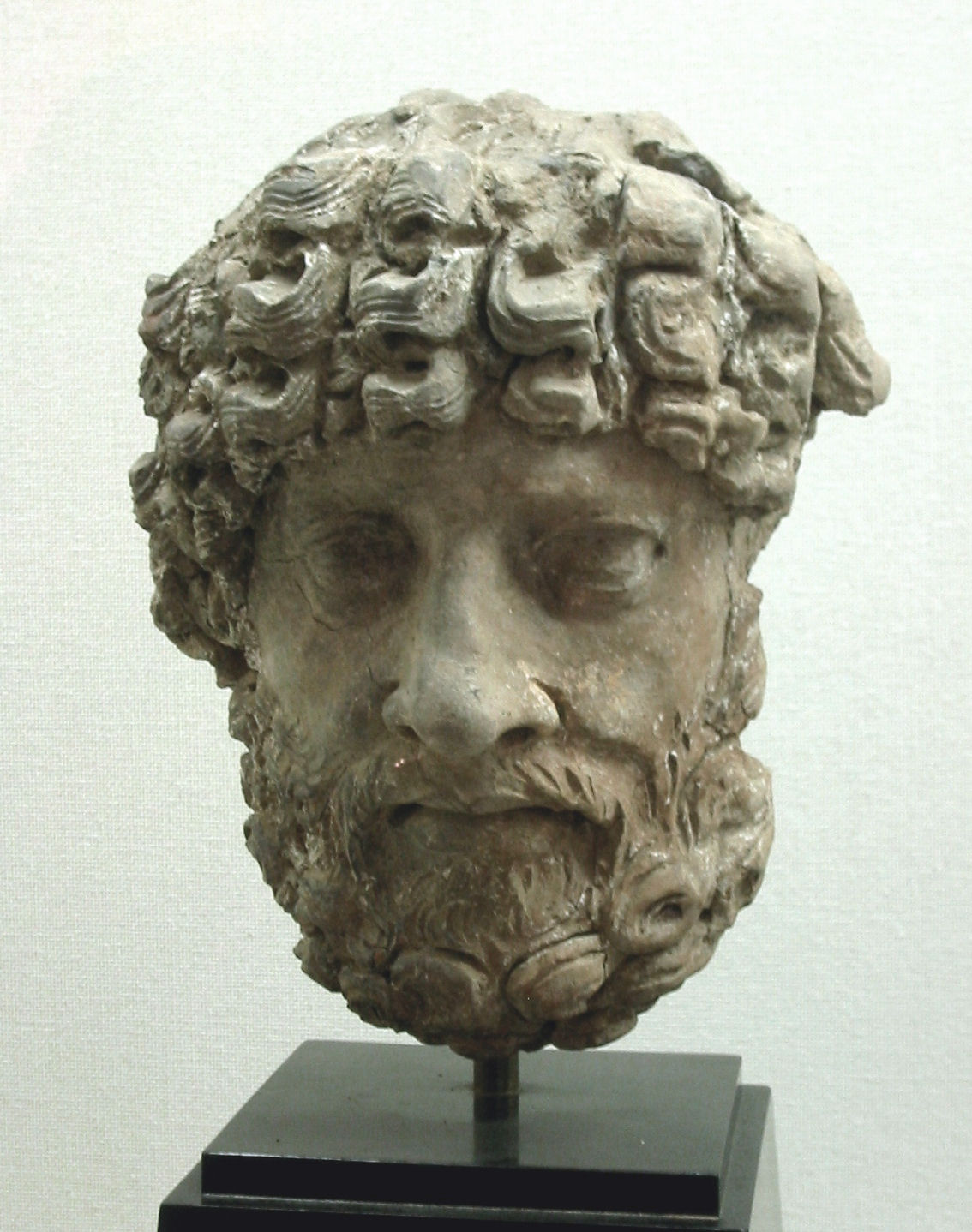
Posidó (Ancient Orient Museum, Tòquio)
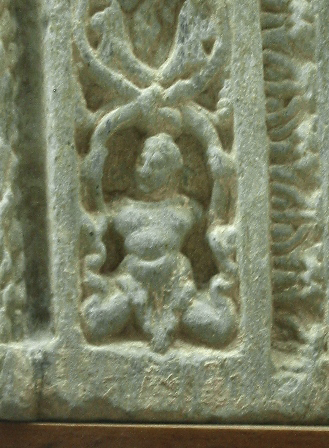
Tritó (Museum of the Ancient Orient, Istanbul).
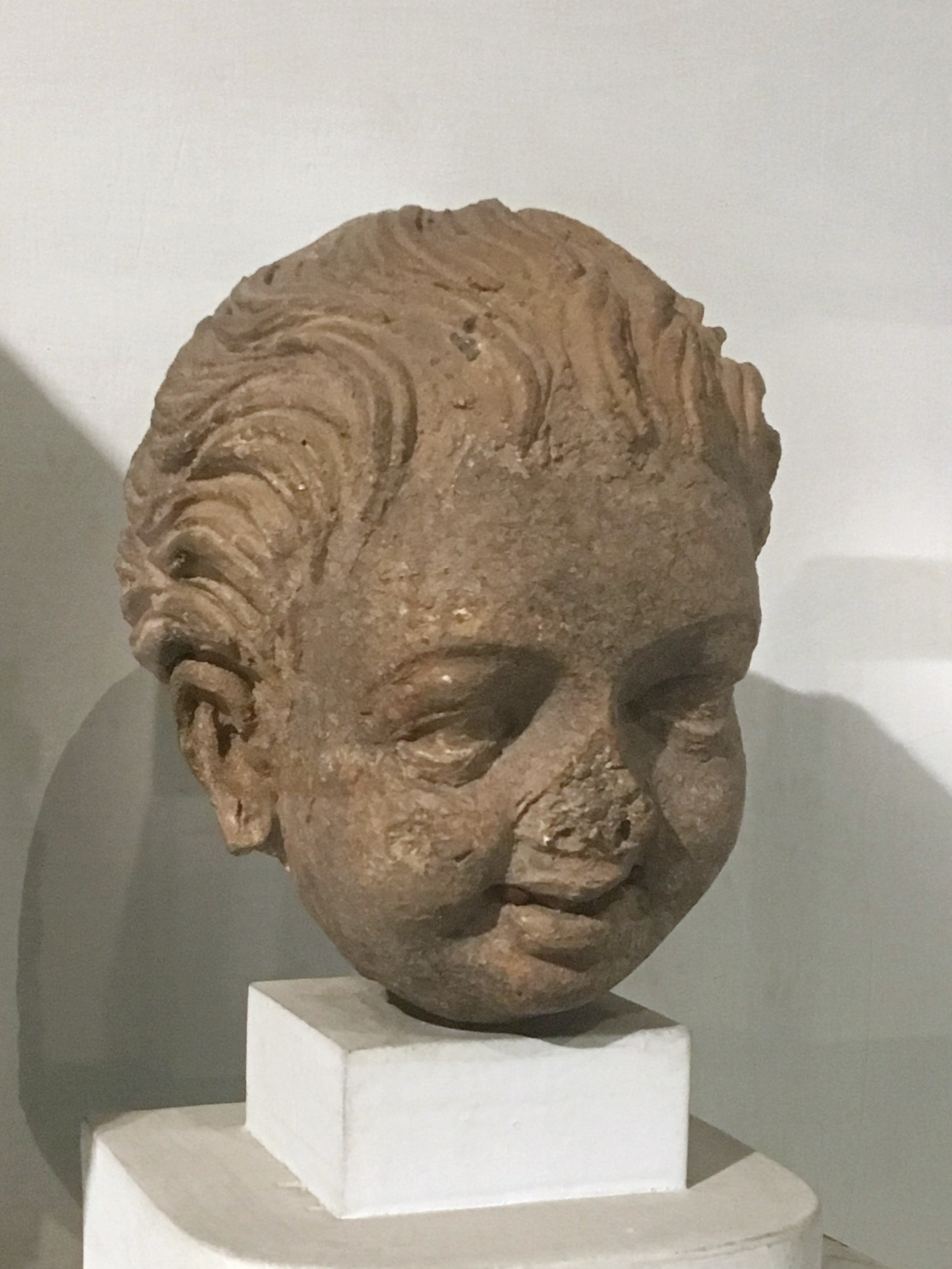
Nen rialler procedent de Hadda (Museu Nacional, Nova Delhi).
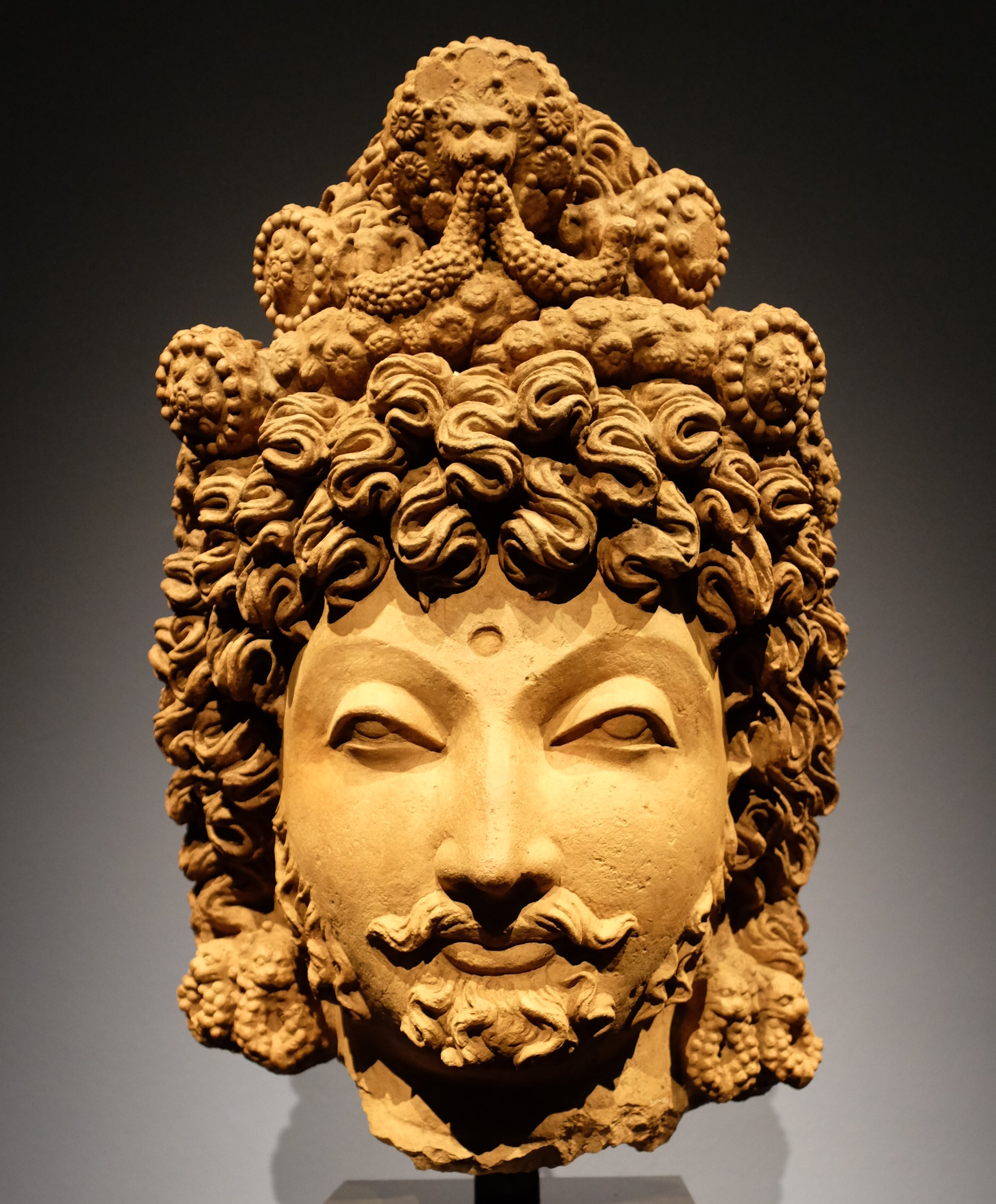
Cap de bodhisattva (Asian Civilisations Museum, Singapur).

### Cupids
Les figures de cupids alats són un altre dels motius freqüents dins de l'art grecobudista. Solen ésser representats volant en parella, sostenint una corona de flors, el símbol grec de la victòria i el rei, sobre Buda.

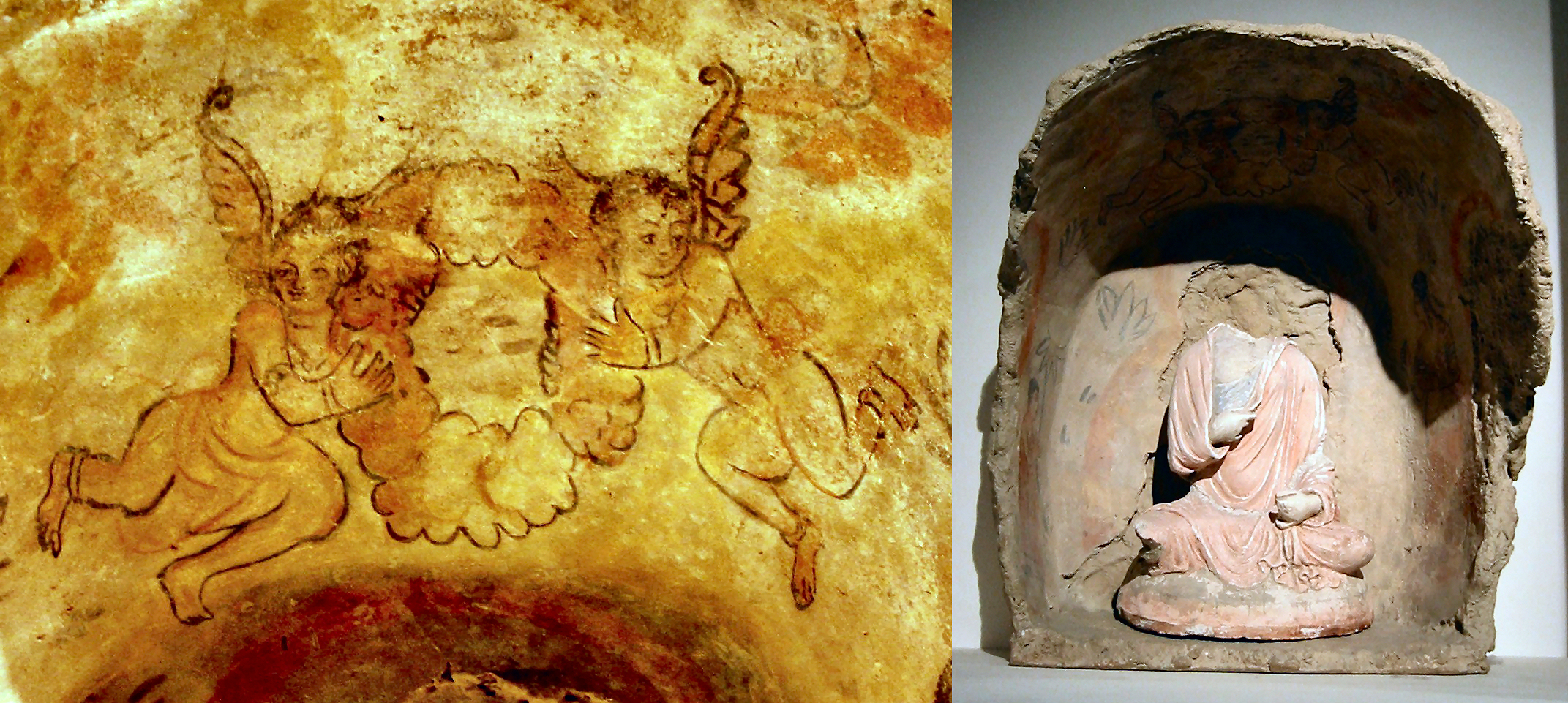
Winged Cupids holding a wreath over the Buddha (left:detail), Hadda, 3rd century. Musée Guimet.

Aquestes figures passen a ser representads en l'art budista com apsarases, esperits de la natura, i gaudiren de molta popularitat, especialment a tota la regió d'Àsia oriental. L'evolució progressiva de l'estil es pot veure en l'art de Kizil i Dunhuang. No és clar, però, si el concepte de cupids voladors es va portar a l'Índia des de regions occidental o bé si és una iconografia d'orígens plenament indis. Autors com Boardman ho consideren com un motiu clàssic que Índia adoptà i difongué més endavant.
Un altre motiu íntimament relacionat amb aquest són les garlandes florals, adornades amb fruita i subjectades per petits personatges alats o bé per aus. Aquest motiu esdevingué molt popular en la regió del Gandhara i beu, clarament, de fonts gregues. Alguns autors mencionen les polseres que aquests personatges llueixen als turmells com a única concessió a l'art indi. Val a dir que aquesta tipologia de representacions tingueren una amplia influència i els trobem fins i tot a Amaravati.

### Devots

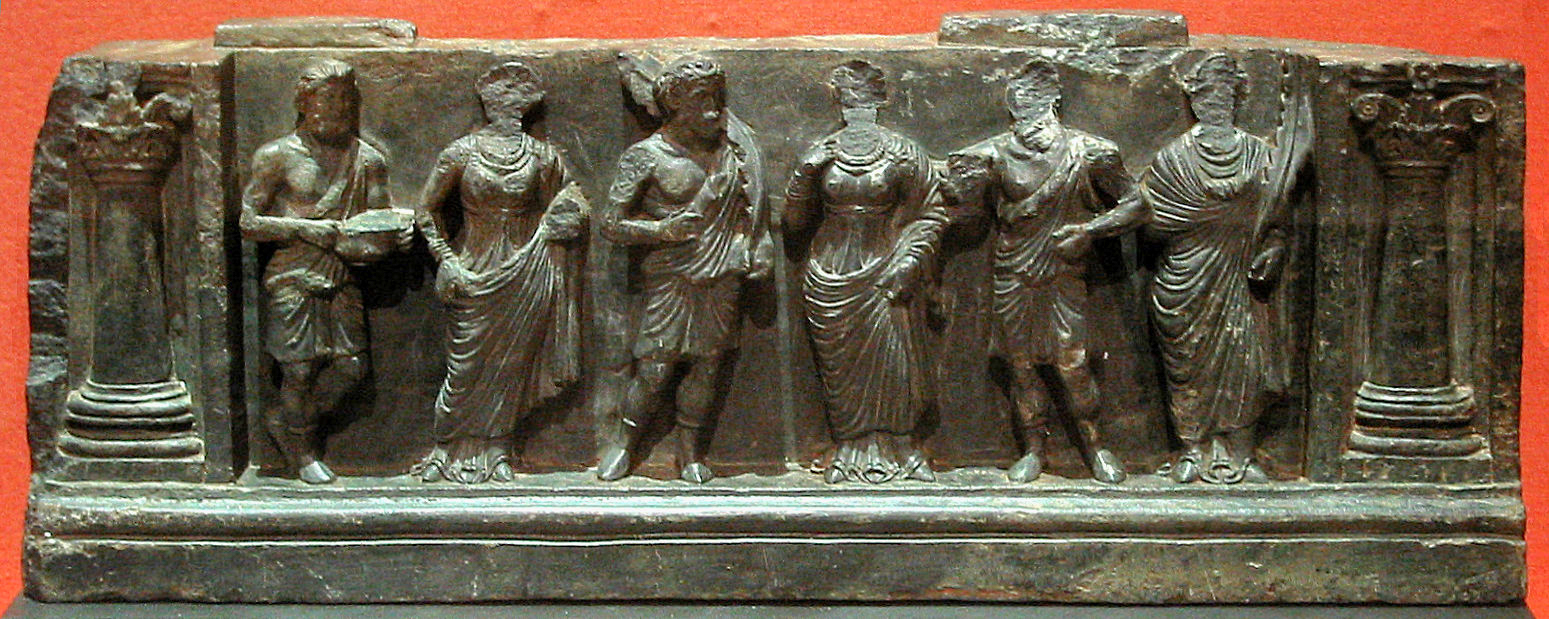
Fris amb devots emmarcats per columnes corínties, s. I-II dC. art de Gandhara, Buner, Pakistan (The Victoria and Albert Museum, Londres).

Alguns frisos grecobudistes mostren grups de donants o bé devots disposats l'un al costat de l'altre, a mode de fris. Aquesta tipologia d'obres resulta interessant a l'hora de parlar de la identitat cultural d'aquells que participaven en el culte budista.
Alguns grups, sovint descrits com els relleus de Buner, zona de Peshawar, datats generalment al segle I dC, presenten figures de grecs en estil hel·lenístic, ja sigui pel tipus de representació, la postura, o bé la vestimenta. De vegades, resulta fins i tot difícil percebre el missatge religiós d'aquestes imatges. Així, per exemple, aquest fris del costat podria ésser la presentació del príncep Siddharta a la seva futura muller. No obstant això, també pot ben ser una escena festiva. Un segle més tard aproximadament veiem com els frisos també mostren devots kuishana, habitualment al voltant d'una figura de Buda.